# Halogenering
En halogenering är en organisk kemisk reaktion där en eller flera väteatomer i en organisk förening byts ut mot halogenatomer, det vill säga någon från gruppen grundämnen omfattande fluor, klor, brom, jod och astat. Produkten sägs då vara halogenerad. Halidhaltiga föreningar är genomgripande, vilket gör denna typ av transformation viktig, t.ex. vid framställning av polymerer, läkemedel. Halogenider introduceras också vanligtvis med salter av halogenider och halogensyror. Många specialiserade reagenser finns för och införande av halogener i olika substrat, till exempel tionylklorid.

## Organisk kemi
Det finns flera vägar för halogenering av organiska föreningar, som halogenering av fria radikaler, ketonhalogenering, elektrofil halogenering och halogenadditionsreaktion. Substratets natur bestämmer vägen. Halogeneringsanläggningen påverkas av halogenen. Fluor och klor är mer elektrofila och är mer aggressiva halogeneringsmedel. Brom är ett svagare halogeneringsmedel än både fluor och klor, medan jod är det minst reaktiva av dem alla. Anläggningen för dehydrohalogenering följer den omvända trenden: jod avlägsnas lättast från organiska föreningar och organofluorföreningar är mycket stabila.

### Halogenering av fria radikaler
Halogenering av mättade kolväten är en substitutionsreaktion. Reaktionen kräver vanligtvis fria radikaler vägar. Regiokemin för halogenering av alkaner bestäms till stor del av den relativa svagheten hos C-H-bindningarna. Denna trend återspeglas av den snabbare reaktionen vid tertiära och sekundära positioner.
Fluoreringar med elementärt fluor (F2) är särskilt exoterma, till sådan grad att mycket specialiserade förhållanden och apparater krävs. Metoden elektrokemisk fluorering genererar små mängder elementärt fluor in situ från vätefluorid. Metoden undviker riskerna med att hantera fluorgas. Många kommersiellt viktiga organiska föreningar fluoreras med hjälp av denna teknik. Bortsett från (F2) och dess elektrokemiskt genererade ekvivalent används kobolt(III)fluorid som källor till fluorradikaler.
Klorering av fria radikaler används för industriell produktion av vissa lösningsmedel:
{\displaystyle {\ce {CH4 + Cl2 -> CH3Cl + HCl}}}
Naturligt förekommande organobrominföreningar produceras vanligtvis genom fria radikaler som katalyseras av enzymet bromoperoxidas. Reaktionen kräver bromid i kombination med syre som oxidant. Haven beräknas släppa ut 1–2 miljoner ton bromoform och 56 000 ton brommetan årligen.
Jodformsreaktionen, som verkar genom nedbrytning av metylketoner, fortsätter genom den fria radikaljodineringen.

#### Tillsats av halogener till alkener och alkyner
Omättade föreningar, särskilt alkener och alkyner,tillsätt halogener: 
{\displaystyle {\ce {RCH=CHR' + X2 -> RCHX-CHXR'}}}
Vid oxiklorering fungerar kombinationen av väteklorid och syre som ekvivalent med klor, vilket illustreras av denna väg till dikloretan:
{\displaystyle {\ce {2 HCl + CH2=CH2 + 1/2 O2 -> ClCH2CH2Cl + H2O}}}
Tillsatsen av halogener till alkener sker via mellanliggande haloniejoner. I särskilda fall har sådana intermediärer isolerats.

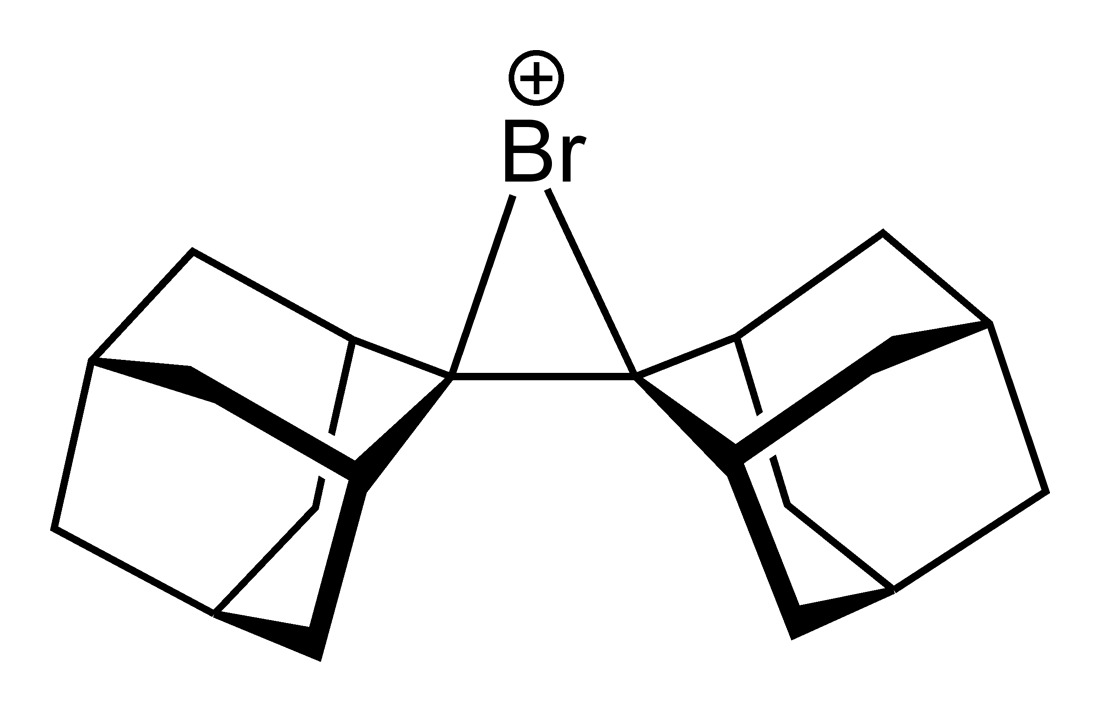
Struktur hos en bromoniumjon

Bromination är mer selektiv än klorering eftersom reaktionen är mindre exoterm. Illustrativ för bromination av en alken är vägen till bedövningsmedlet halotan från trikloretylen: 
Jodinering kan åstadkommas genom tillsats av jod till alkener. Reaktionen, som bekvämt fortsätter med urladdningen av färgen på I2, är grunden för den analytiska metoden som kallas jodtalet, vilket används för att mäta graden av omättnad för fetter.

### Halogenering av aromatiska föreningar
Aromatiska föreningar är föremål för elektrofil halogenering:
{\displaystyle {\ce {RC6H5 + X2 -> HX + RC6H4X}}}
Denna typ av reaktion fungerar vanligtvis bra för klor och brom. Ofta används en Lewissur katalysator, såsom järnbromid. Eftersom fluor är så reaktivt måste andra metoder, såsom Balz–Schiemann-reaktionen, användas för att framställa fluorerade aromatiska föreningar. Jodineringar kan utföras med vätejodid i närvaro av ett oxidationsmedel som genererar I2 in situ. 

### Andra halogeneringsmetoder
I Hunsdiecker-reaktionen sker övergång från karboxylsyror till den kedjeförkortade halogeniden. Karboxylsyran omvandlas först till dess silversalt, som sedan oxideras med halogen:
{\displaystyle {\ce {RCO2Ag + Br2 -> RBr + CO2 + AgBr}}}

## Oorganisk kemi
Alla element förutom argon, neon och helium bildar fluorider genom direkt reaktion med fluor. Klor är något mer selektivt, men reagerar fortfarande med de flesta metaller och tyngre ickemetaller. Enligt den vanliga trenden är brom mindre reaktivt och jod minst av alla. Av de många möjliga reaktionerna är bildandet av guld(III)klorid genom klorering av guld illustrativ. Klorering av metaller är vanligtvis inte särskilt viktigt industriellt eftersom kloriderna lättare tillverkas av oxiderna och vätehalogeniden. Där klorering av oorganiska föreningar praktiseras i relativt stor skala är för produktion av fosfortriklorid och svavelmonoklorid.